# Fiumara Amendolea (incluso Roghudi, Chorio e Rota Greco)
Fiumara Amendolea (incluso Roghudi, Chorio e Rota Greco) este o arie protejată (arie specială de conservare — SAC, sit de importanță comunitară — SCI) din Italia întinsă pe o suprafață de 1.560 ha, integral pe uscat.

## Localizare
Centrul sitului Fiumara Amendolea (incluso Roghudi, Chorio e Rota Greco) este situat la coordonatele 37°57′45″N 15°53′56″E / 37.9625°N 15.898889°E.

## Înființare
Situl Fiumara Amendolea (incluso Roghudi, Chorio e Rota Greco) a fost declarat sit de importanță comunitară în septembrie 1995 pentru a proteja 1 specie de plante și 36 de specii de animale. Situl a fost protejat și ca arie specială de conservare în aprilie 2018.

## Biodiversitate
Situată în ecoregiunea mediteraneană, aria protejată conține 16 habitate naturale: Râuri mediteraneene cu debit intermitent, cu specii de Paspalo-Agrostidion, Straturi cu Posidonia (Posidonion oceanicae), Galerii și tufărișuri riverane sudice (Nerio-Tamaricetea și Securinegion tinctoriae), Pante stâncoase calcaroase cu vegetație casmofită, Dune mobile cu vegetație embrionară, Păduri de Quercus ilex și Quercus rotundifolia, Păduri aluvionare cu Alnus glutinosa și Fraxinus excelsior (Alno-Padion, Alnion incanae, Salicion albae), Râuri mediteraneene cu debit permanent cu specii de Paspalo-Agrostidion și galerii riverane de Salix și de Populus alba, Vegetație anuală la limita mareei, Pseudostepă cu ierburi și specii anuale de Thero-Brachypodietea, Dune cu vegetație ierboasă Malcolmietalia, Bancuri de nisip acoperite în permanență slab de apă marină, Tufărișuri termo-mediteraneene și de pre-deșert, Galerii de Salix alba și de Populus alba, Râuri cu maluri nămoloase cu vegetație de Chenopodion rubri p.p. și Bidention p.p., Râuri mediteraneene cu debit permanent și vegetație de Glaucium flavum.
La baza desemnării sitului se află mai multe specii protejate:
- plante (1): Dianthus rupicola
- păsări (32): lăcar-de-lac (Acrocephalus scirpaceus), fluierar de munte (Actitis hypoleucos), pescăruș albastru (Alcedo atthis), potârnichea de stâncă (Alectoris graeca), fâsă-de-câmp (Anthus campestris), lăstunul mare (Apus apus), stârc cenușiu (Ardea cinerea), buha (Bubo bubo), șorecarul comun (Buteo buteo), ciocârlie-cu-degete-scurte (Calandrella brachydactyla), fugaci de țărm (Calidris alpina), fugaci mic (Calidris minuta), rândunică roșcată (Cecropis daurica), prundăraș de sărătură (Charadrius alexandrinus),  prundaș gulerat mic (Charadrius dubius), prundaș gulerat mare (Charadrius hiaticula), corb (Corvus corax), Corvus monedula, lăstun de casă (Delichon urbicum), egretă mică (Egretta garzetta), Falco biarmicus, șoim călător (Falco peregrinus), vânturel roșu (Falco tinnunculus), ciocârlan (Galerida cristata), cocor (Grus grus), rândunică (Hirundo rustica), prigoare (Merops apiaster), codobatură galbenă (Motacilla alba), codobatura galbenă (Motacilla flava), turturică (Streptopelia turtur), Sylvia conspicillata, chiră de mare (Thalasseus sandvicensis)
- amfibieni (2): Bombina pachypus, Salamandrina terdigitata
- reptile (2): Caretta caretta, șarpele cu patru dungi (Elaphe quatuorlineata)

Pe lângă speciile protejate, pe teritoriul sitului au mai fost identificate 7 specii de plante, 5 specii de amfibieni, 5 specii de mamifere, 1 specie de nevertebrate, 1 specie de pești, 7 specii de reptile.